# Marjorie Cox Crawford
Marjorie Cox Crawford – australijska tenisistka, występująca na kortach w początkowych latach wielkoszlemowego Australian Open wraz z falą swoich rodaczek.
Na kortach międzynarodowych mistrzostw Australii startowała dziewięć razy. Aż siedem występów zakończyła przynajmniej na ćwierćfinale. Szczyt osiągnęła w 1931 roku, dochodząc do finału, w którym uległa Coral Buttsworth. W 1932 roku pojechała do Londynu, gdzie na kortach Wimbledonu odpadła w pierwszej rundzie. Rok później startowała także na French Open, nie osiągając większych sukcesów.
W roku 1932 razem z Buttsworth zdobyła wielkoszlemowe mistrzostwo Australii w grze podwójnej. Ponadto dwukrotnie była w finałach, partnerując Daphne Akhurst Cozens i Sylvii Lance Harper.
W latach 1929–1933 odniosła pasmo sukcesów w najważniejszym australijskim turnieju razem z mężem, Jackiem Crawfordem. Dwa pierwsze występy zakończyli na finale, przegrywając najpierw z Daphne Akhurst Cozens i Edgarem Moonem, a potem innym małżeństwem tenisowym, Nell Hall Hopman i Harrym Hopmanem. Trzy kolejne finały wygrali bezprecedensowo, najwięcej problemów mając w finale w 1933 roku z Amerykanami Marjorie Gladman i Ellsworth Vines – w trzecim secie 13:11.